# Grant (Michigan)
Grant é uma cidade localizada no estado americano de Michigan, no Condado de Newaygo.

## Demografia
Segundo o censo americano de 2000, a sua população era de 881 habitantes.
Em 2006, foi estimada uma população de 877, um decréscimo de 4 (-0.5%).

## Geografia
De acordo com o United States Census Bureau tem uma área de
1,8 km², dos quais 1,7 km² cobertos por terra e 0,1 km² cobertos por água. Grant localiza-se a aproximadamente 254 m acima do nível do mar.

## Localidades na vizinhança
O diagrama seguinte representa as localidades num raio de 20 km ao redor de Grant.